# Tour de Georgia 2008
Die 6. Tour de Georgia fand vom 21. bis 27. April 2007 statt. Das Radrennen wurde in sieben Etappen über eine Distanz von 949,5 Kilometern ausgetragen. Es war Teil der UCI America Tour 2008 und dort in die höchste Kategorie 2.HC eingestuft.

## Etappen
| Etappe    | Tag       | Start – Ziel                 | km    | Etappensieger       | Führender         |
| --------- | --------- | ---------------------------- | ----- | ------------------- | ----------------- |
| 1. Etappe | 21. April | Tybee Island – Savannah      | 113,3 | Iván Domínguez      | Iván Domínguez    |
| 2. Etappe | 22. April | Statesboro – Augusta         | 188,1 | Juan José Haedo     | Iván Domínguez    |
| 3. Etappe | 23. April | Washington – Gainesville     | 174,1 | Greg Henderson      | Greg Henderson    |
| 4. Etappe | 24. April | Road Atlanta (MZF)           | 16,1  | Slipstream-Chipotle | Greg Henderson    |
| 5. Etappe | 25. April | Suwanee – Dahlonega          | 214,7 | Richard England     | Trent Lowe        |
| 6. Etappe | 26. April | Blairsville – Brasstown Bald | 142,3 | Kanstanzin Siuzou   | Kanstanzin Siuzou |
| 7. Etappe | 27. April | Atlanta – Atlanta            | 100,9 | Greg Henderson      | Kanstanzin Siuzou |